# Teucholabis metatibiata
Teucholabis metatibiata är en tvåvingeart som beskrevs av Alexander 1969. Teucholabis metatibiata ingår i släktet Teucholabis och familjen småharkrankar.
Artens utbredningsområde är Peru. Inga underarter finns listade i Catalogue of Life.